# Apeninos calabreses
Los Apeninos calabreses (en italiano, Appennino calabro) es el tramo de la cadena montañosa de los Apeninos que se encuentra en Calabria. Los Apeninos campanos son una parte de los Apeninos meridionales, extendiéndose desde el paso de Scalone al estrecho de Mesina.

## Macizos principales
Los macizos principales que componen los Apeninos calabreses son:
- Cadena Costera
- Meseta de la Sila
- Serre calabresi
- Aspromonte

## Montañas principales
- Montalto - 1.956 m
- Monte Botte Donato - 1.928 m
- Monte Gariglione - 1.765 m